# Кумшатское
Кумшатское — село в Куйбышевском районе Ростовской области.
Входит в состав Кринично-Лугского сельского поселения.

## География

### Улицы
- ул. Пролетарская,
- ул. Степная,
- ул. Центральная.

### Топографические карты
В связи с тем, что при написании данной статьи по истории села Кумшатское является и задача поиска персон «Древа жизни рода Обийко из хутора Обийков», то в географической части статьи приводится карта населенного пункта в масштабе в 1 см — 250 м.
1. Ростовская область административные границы на 1-е октября 1943 г. Куйбышевский район (28).
2. Карты генштаба — архив топографических карт. Самый полный архив топографических карт генштаба. Масштабы карт 001m 500k 200k 100k 050k. Все карты в свободном доступе, скачиваются каждая отдельно. Выберите интересующий вас квадрат с картами Генерального штаба. Карта Генштаба в 1 см 1 км — l-37-007 в окрестностях Ясиновский, Кумшатский. Масштаб карты: 100k, 1:100 000, 1:100000, (в 1 сантиметре — 1 километр). Состояние местности на 1982 г. Издание 1983 г.
3. Топографические карты ГосГисЦентра в 1 см 250 м L-37-007-C-b в окрестностях Кумшатское
4. Административное деление Области Войска Донского в 1903 году
5. Подробная топографическая карта Ростовской области из атласа России, масштаб 1см:2 км, B0. Автодороги в районе села Кумшатское и хутора Кринично-Лугский.Административное деление Области Войска Донского в 1903 году

Административное деление Области Войска Донского в 1903 году

## История села
При написании данной исторической справки по в первую очередь использовались «Матеріалы кь исторіи заселенія Міусскаго (нынѣ Таганрогскаго округа)», изложенные в Сборниках Областного войска Донского статистического комитета Вып. 5 — 1905 г. (стр. 81-132), Вып. 6 — 1906 г. (стр. 131—154), Вып. 7 — 1907 г. (стр. 123—147) из Библиотечного фонда Донской Государственной Публичнной Библиотеки.

### XVIII век
Матеріалы кь исторіи заселенія Міусскаго (нынѣ Таганрогскаго округа) (стр. 131—154): Петровская волость, посёлок Кумшацкій (Тузловскій, Савченковъ) поселокъ на лѣвомъ берегу р. Тузлова.
Исторія заселенія этого поселка такова: по доношеію въ войсковую канцелярію старшины Ивана Кумшацкаго опредѣлено было, 15 іюня 1777 года, дозволить ему въ урочищѣ у Сухова боерака дворъ построить. Изъ плана же, составленнаго в 1798 году, видно, что постоялый дворъ этотъ въ то время назывался уже хуторомъ Кумшацковымъ, въ которомъ въ 1801 году было 12 дворовъ, сь населеніем въ нихъ м. п. 42 и ж. п. 34 душъ малороссовъ.
Село Кумшатское основано в июне 1777 года старшиной Иваном Кумшацким, давшим хутору название. Располагался хутор Кумшатский на левом берегу р. Тузлов в урочище у Сухого Буерака. Въ 1801 году (въ х. Кумшацковомъ), было 12 дворовъ, съ населеніем въ нихъ м. п. 42 и ж. п. 34 душъ малороссовъ.
Построив здесь для себя дом, Иван Кумшацкий населил хутор малороссийскими крестьянами, которых к 1801 году числилось 76 человек, проживавших в 12 дворах.

### XIX век
Матеріалы кь исторіи заселенія Міусскаго (нынѣ Таганрогскаго округа) (стр. 123—147): Дьяковская волость, посёлок Кумшацкій — при рч. Тузловѣ на ровной мѣстности. (… Кумшацкій поселокъ…) не из старых и занесенъ въ списокъ населенныхъ мѣст, составленный въ 1866 году.

### XX век
В 1913 году Голодаевская волость (с. Голодаевка) входила в состав Таганрогского округа (область Войска Донского).
При просмотре «Алфавитного списка населенных мест области войска Донского» (Новочеркасск, 1915), по населенному пункту с названием «Кумшатское» получена следующая информация: "Названіе поселенія, при какой рѣчкѣ или урочищѣ оно находится — Кумшатскій поселокъ, Дьяковской волости, при балкѣ Тузловой:
- Число дворовъ — 59.
- Число десятин земельного довольствія — 161.

Число жителей:
- Мужского пола — 272.
- Женского пола — 263.
- Обоѣго пола — 535.

После революции 1917 года и гражданской войны село вошло в состав Каменно-Тузловского сельсовета Голодаевского района Таганрогского округа Северо-Кавказского края. В нём числилось 82 двора, 497 жителей, начальная школа, 1 мелкое промышленное предприятие, мельница и 47 колодцев.
При изучении документов за 1926 год («Поселенные итоги переписи 1926 г. по Северо-Кавказскому краю». Ростов-на-Дону, 1929. С. 284) выясняется, что посёлок КУМШАТСКИЙ входит в состав Каменно-Тузловского сельсовета Голодаевского района: общее количество хозяйств — 81, численность населения обоего пола — 487 (239 мужчин и 448 женщин), из которых 476 — украинцы.
За свою историю Куйбышевский район неоднократно подвергался территориальному изменению. В результате последнего административного деления, в 1972 году, район был выделен в самостоятельную административную единицу Ростовской области из состава Матвеево-Курганского района и вновь стал самостоятельным районом, с административным центром в селе Куйбышево.

### XXI век
В 2003 году было образовано Кринично-Лугское сельское поселение с административным центром в хуторе Кринично-Лугский.
В 2004 году Кринично-Лугское сельское поселение было создано на территории трех сельских администраций местного самоуправления: Кринично-Лугская САМС, Ясиновская САМС, Миллеровская САМС.

## Население
| 2010 |
| ---- |
| 73   |